# Tafla (bergstopp i Island, lat 66,37, long -22,57)
Tafla är en bergstopp i republiken Island. Den ligger i regionen Västfjordarna, 250 km norr om huvudstaden Reykjavík. Toppen på Tafla är 428 meter över havet.
Trakten runt Tafla är nära nog obefolkad, med mindre än två invånare per kvadratkilometer. Det finns inga samhällen i närheten. Trakten runt Tafla är permanent täckt av is och snö.